# Anna Smith
Anna Smith (ur. 14 sierpnia 1988 w Redhill) – brytyjska tenisistka.

## Kariera tenisowa
W przeciągu kariery wygrała pięć singlowych i dwadzieścia dziewięć deblowych turniejów rangi ITF. 9 sierpnia 2010 zajmowała najwyższe miejsce w rankingu singlowym WTA Tour – 262. pozycję. 21 maja 2018 osiągnęła najwyższą lokatę w deblu – 46. miejsce.
W 2014 roku osiągnęła pierwszy finał zawodów WTA Tour w grze podwójnej – w Båstad razem z Jocelyn Rae przegrały w nim 1:6, 1:6 z parą Andreja Klepač–María-Teresa Torró-Flor.

## Finały turniejów WTA
| Legenda                     | Legenda |
| --------------------------- | ------- |
| Wielki Szlem                |         |
| Igrzyska olimpijskie        |         |
| WTA Tour Championships      |         |
| 2009 – 2020                 |         |
| WTA Premier Mandatory       |         |
| WTA Premier 5               |         |
| WTA Premier                 |         |
| WTA International Series    |         |
| WTA 125K series (2012–2020) |         |

### Gra podwójna 7 (1-6)
| Końcowy wynik | Nr | Data                 | Turniej    | Nawierzchnia  | Partnerka       | Przeciwniczki                          | Wynik finału   |
| ------------- | -- | -------------------- | ---------- | ------------- | --------------- | -------------------------------------- | -------------- |
| Finalistka    | 1. | 20 lipca 2014        | Båstad     | Ceglana       | Jocelyn Rae     | Andreja Klepač María-Teresa Torró-Flor | 1:6, 1:6       |
| Finalistka    | 2. | 14 czerwca 2015      | Nottingham | Trawiasta     | Jocelyn Rae     | Raquel Kops-Jones Abigail Spears       | 6:3, 3:6, 9–11 |
| Finalistka    | 3. | 17 września 2016     | Tokio      | Twarda        | Jocelyn Rae     | Shūko Aoyama Makoto Ninomiya           | 3:6, 3:6       |
| Finalistka    | 4. | 20 listopada 2016    | Limoges    | Twarda (hala) | Renata Voráčová | Elise Mertens Mandy Minella            | 4:6, 4:6       |
| Zwyciężczyni  | 1. | 27 maja 2017         | Norymberga | Ceglana       | Nicole Melichar | Kirsten Flipkens Johanna Larsson       | 3:6, 6:3, 11–9 |
| Finalistka    | 5. | 20 października 2017 | Moskwa     | Twarda (hala) | Nicole Melichar | Tímea Babos Andrea Hlaváčková          | 2:6, 6:3, 3–10 |
| Finalistka    | 6. | 29 kwietnia 2018     | Stambuł    | Ceglana       | Xenia Knoll     | Liang Chen Zhang Shuai                 | 4:6, 4:6       |

## Finały turniejów rangi ITF
| turnieje z pulą nagród 100 000 $ |
| turnieje z pulą nagród 75 000 $  |
| turnieje z pulą nagród 50 000 $  |
| turnieje z pulą nagród 25 000 $  |
| turnieje z pulą nagród 15,000 $  |
| turnieje z pulą nagród 10 000 $  |

### Finały turniejów singlowych ITF
| Rezultat     | Nr | Data       | Turniej      | Naw.          | Przeciwniczka     | Wynik            |
| Finalistka   | 1. | 01/08/2006 | Ilkley       | Trawiasta     | Anna Fitzpatrick  | 4:6, 3:6         |
| Zwyciężczyni | 1. | 19/09/2006 | Nottingham   | Twarda        | Georgie Stoop     | 6:1, 6:4         |
| Finalistka   | 2. | 06/03/2007 | Hamilton     | Twarda        | Erika Sema        | 3:6, 5:7         |
| Finalistka   | 3. | 18/09/2007 | Nottingham   | Twarda        | Pauline Wong      | 5:7, 2:6         |
| Zwyciężczyni | 2. | 12/08/2008 | Cumberland   | Twarda        | Rebecca Marino    | 6:3, 3:6, 7:5    |
| Zwyciężczyni | 3. | 07/06/2009 | Felixstowe   | Trawiasta     | Tímea Babos       | 7:5, 3:6, 6:4    |
| Finalistka   | 4. | 24/03/2010 | Jersey       | Twarda (hala) | Johanna Larsson   | 2:6, 3:6         |
| Finalistka   | 5. | 29/04/2013 | Edynburg     | Ceglana       | Laetitia Sarrazin | 5:7, 7:6(9), 2:6 |
| Zwyciężczyni | 4. | 10/11/2013 | Loughborough | Twarda (hala) | Klaartje Liebens  | 6:3, 7:5         |
| Zwyciężczyni | 5. | 17/03/2014 | Heraklion    | Twarda        | Xenia Knoll       | 6:1, 6:3         |

### Wygrane turnieje deblowe ITF
| Data       | Turniej      | Naw.          | Partnerka         | Przeciwniczki                             | Wynik             |
| 03/08/2005 | Wrexham      | Twarda        | Rebecca Llewellyn | Rushmi Chakravarthi Paula Marama          | 6:3, 7:5          |
| 08/11/2006 | Redbridge    | Twarda (hala) | Anna Hawkins      | Holly Richards Elizabeth Thomas           | 6:3, 6:3          |
| 23/08/2007 | Cumberland   | Twarda        | Martina Babaková  | Anna Hawkins Karen Paterson               | 6:2, 6:3          |
| 16/01/2008 | Sunderland   | Twarda (hala) | Johanna Larsson   | Martina Babaková Iveta Gerlová            | 6:1, 3:6, 10-3    |
| 12/02/2008 | Sztokholm    | Twarda (hala) | Johanna Larsson   | Neda Kozić Ivana Lisjak                   | 6:0, 7:5          |
| 23/09/2008 | Shrewsbury   | Twarda (hala) | Johanna Larsson   | Sarah Borwell Courtney Nagle              | 7:6(6), 6:4       |
| 07/10/2009 | Barnstaple   | Twarda (hala) | Johanna Larsson   | Kelly Anderson Emma Laine                 | 7:5, 6:4          |
| 13/01/2010 | Glasgow      | Twarda (hala) | Victoria Larrière | Nicole Clerico Liana-Gabriela Ungur       | 6:4, 6:4          |
| 25/03/2010 | Jersey       | Twarda (hala) | Maret Ani         | Jarmila Groth Melanie South               | 7:5, 6:4          |
| 06/07/2010 | Valladolid   | Twarda        | Melanie Klaffner  | Year Campos-Molina Leticia Costas-Moreira | 6:3, 2:6, 10-7    |
| 27/07/2010 | Vigo         | Twarda        | Anaïs Laurendon   | Sofia Kwacabaja Justine Ozga              | 6:3, 6:1          |
| 01/11/2010 | Nantes       | Twarda (hala) | Anne Keothavong   | Mervana Jugić-Salkić Darija Jurak         | 5:7, 6:1, 10-6    |
| 29/07/2013 | Nottingham   | Twarda        | Melanie South     | Daneika Borthwick Anna Fitzpatrick        | 6:4, 6:2          |
| 09/11/2013 | Loughborough | Twarda (hala) | Jocelyn Rae       | Francesca Palmigiano Camilla Rosatello    | 6:0, 4:6, 10-3    |
| 15/11/2013 | Manchester   | Twarda (hala) | Jocelyn Rae       | Eva Wacanno Julia Wachaczyk               | 6:1, 6:4          |
| 13/12/2013 | Navi Mumbaj  | Twarda        | Jocelyn Rae       | Oksana Kalasznikowa Diāna Marcinkēviča    | 6:4, 7:6(5)       |
| 19/01/2014 | Glasgow      | Twarda (hala) | Jocelyn Rae       | Martina Borecká Tereza Malíková           | 4:6, 6:2, 10-4    |
| 26/01/2014 | Sunderland   | Twarda (hala) | Jocelyn Rae       | Ágnes Bukta Wiktorija Tomowa              | 6:1, 6:1          |
| 23/02/2014 | Nottingham   | Twarda (hala) | Jocelyn Rae       | Naomi Broady Renata Voráčová              | 7:6(6), 6:4       |
| 31/03/2014 | Edgbaston    | Twarda (hala) | Jocelyn Rae       | Magda Linette Amra Sadiković              | 3:6, 7:5, 10-4    |
| 07/06/2014 | Nottingham   | Trawiasta     | Jocelyn Rae       | Sharon Fichman Maria Sanchez              | 7:6(5), 4:6, 10-5 |
| 27/07/2014 | Lexington    | Twarda        | Jocelyn Rae       | Shūko Aoyama Keri Wong                    | 6:4, 6:4          |